# Nesoxenia lineata
Nesoxenia lineata är en trollsländeart som först beskrevs av Selys 1879.  Nesoxenia lineata ingår i släktet Nesoxenia och familjen segeltrollsländor. IUCN kategoriserar arten globalt som livskraftig. Inga underarter finns listade i Catalogue of Life.